# Koen Metsemakers
Koen Metsemakers, né le 30 avril 1992 à Hasselt, est un rameur néerlandais.

## Carrière sportive
En 2021, après leur titre de champion du monde 2019, Dirk Uittenbogaard, Abe Wiersma, Tone Wieten et Koen Metsemakers deviennent champions olympiques.

## Palmarès

### Jeux olympiques
- 2021 à Tokyo,  Japon
  -  Médaille d'or en quatre de couple

### Championnats du monde
- 2011 à Ottensheim,  Autriche
  -  Médaille d'or en quatre de couple